# 易卜拉欣·苏莱门诺夫

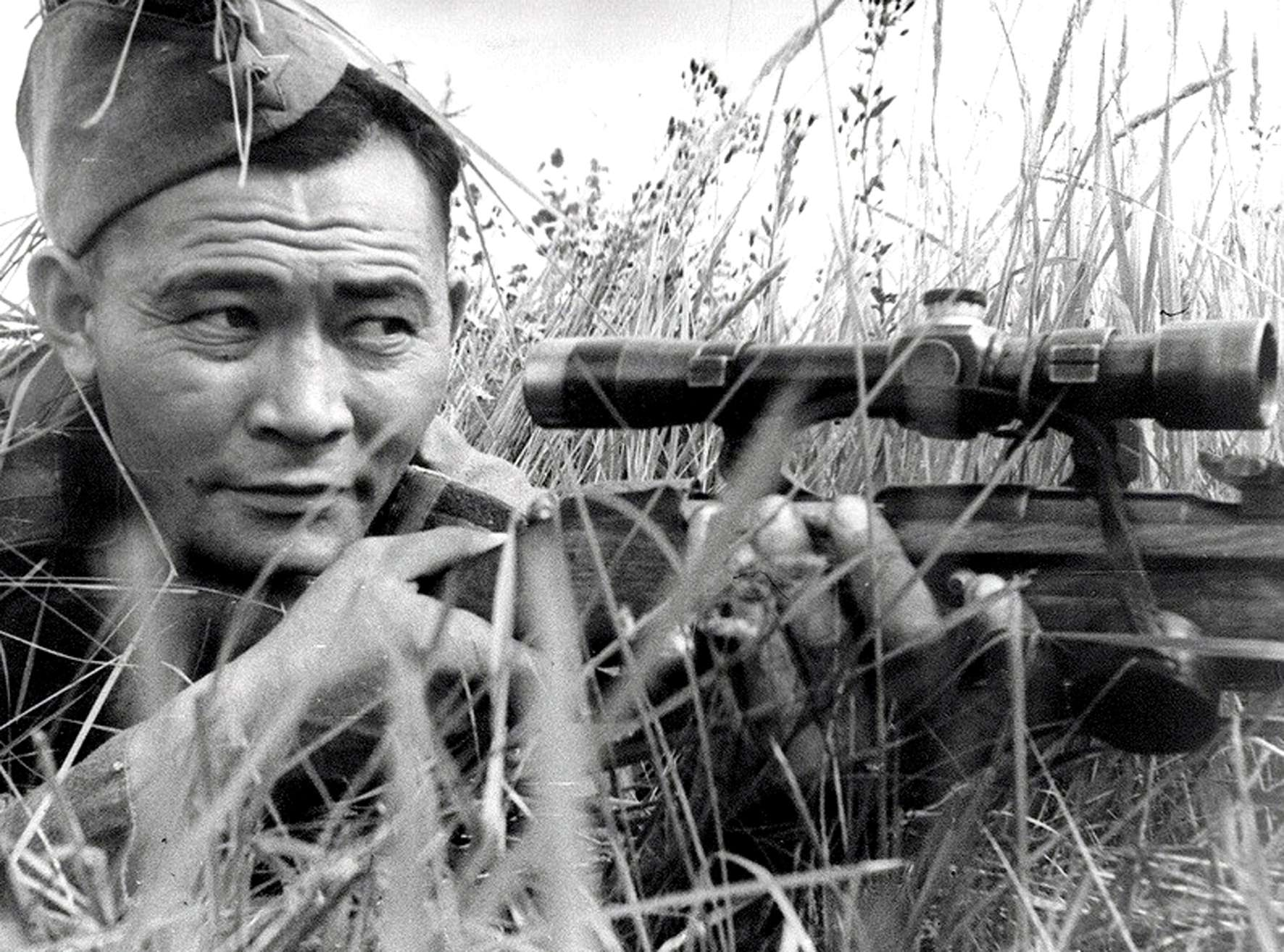
易卜拉欣·苏莱门诺夫

易卜拉欣·苏莱门诺夫（俄语：Ибрагим Сулейманов，哈萨克语：Ыбырайым Склейменов；1911年—1943年10月16日）是一位蘇聯红军哈萨克族狙击手。战前他是一名拖拉机驾驶员，会在闲暇时拿着一把步枪去打猎。蘇德戰爭爆發後參軍，在二战中击杀大约289名德军。1943年10月16日，他在战斗中阵亡。他在蘇聯時期获颁列寧勳章。涅韦尔斯克的一条街道以他的名字命名。2022年，他被追授哈薩克斯坦英雄称号。